# Säg ingenting till mig
Albums de Melissa Horn
Långa nätter
(2008) Innan jag kände dig
(2011)
Singles
1. Lät du henne komma närmre
2. Jag kan inte skilja på
3. Falla fritt

Säg ingenting till mig est le deuxième album studio de la chanteuse suédoise Melissa Horn, sorti le 14 octobre 2009.
Les textes et tablatures sont disponibles sur le site de l'artiste.

## Version originale
| No  | Titre                                 | Durée |
| --- | ------------------------------------- | ----- |
| 1.  | Jag kan inte skilja på                | 4:48  |
| 2.  | Lät du henne komma närmre             | 4:27  |
| 3.  | Hur ska det gå?                       | 3:16  |
| 4.  | Tyck synd om mig nu                   | 3:38  |
| 5.  | Säg ingenting till mig                | 3:31  |
| 6.  | Vem lämnade vem                       | 4:08  |
| 7.  | Jag vet vem jag är när jag är hos dig | 3:01  |
| 8.  | Med ena foten utanför                 | 3:48  |
| 9.  | Jag ska sakna dig imorgon             | 3:22  |
| 10. | Falla fritt                           | 4:00  |

## Classements
| Classement (2009) | Meilleure position |
| ----------------- | ------------------ |
| Suède             | 4                  |
| Norvège           | 2                  |
| Danemark          | 15                 |

| Pays  | Certification |
| ----- | ------------- |
| Suède | Platine       |